# Etilchetazocina
L'etilchetazocina (WIN-35,197-2), è una sostanza oppioide appartenente alla famiglia del benzomorfano ampiamente adoperata in ricerca scientifica durante gli ultimi decenni. Essa si è rivelata essere un importante strumento per lo studio dei recettori κ-oppioidi. Tuttavia a causa della sua relativamente bassa selettività per il recettore k-oppioide rispetto ai recettori μ- e δ-oppioidi (verso cui ha rispettivamente un'affinità dell'80% e 20%), e per la sua relativamente scarsa attività intrinseca su tutti i siti di legame (per esempio è un agonista parziale con delle proprietà ibride tra agonista e antagonist), recentemente è stato rimpiazzato da composti più nuovi, più potenti e maggiormente selettivi, come U-50,488 e ICI-199,441.